# Bernabé Assam
Bernabé Assam (Lleida, segle xv) fou un jurista català que exercí de paer en cap de la Paeria de Lleida el 1456.
L’any 1460 participà en una ambaixada enviada per la Paeria al rei Joan el Sense Fe, amb l’objectiu de negociar l’alliberament del príncep Carles de Viana. No obstant això, durant la Guerra Civil catalana, prengué partit pel monarca i tingué un paper clau com a negociador durant el Setge de Lleida (1464). En agraïment, el rei el distingí amb els càrrecs de veguer i conseller reial, a més d’atorgar-li el domini del lloc d’Alcoletge.
Com a catedràtic de prima de cànons a l'Estudi General de Lleida, es dedicà a reforçar les institucions acadèmiques, lluitant especialment contra els intents d’Osca d’establir un centre d’estudis que vulnerava els estatuts fundacionals. El 1474 s'uní a la cúria de Joan II d’Aragó, però cap al 1479-1480 tornà a residir a Lleida.
Dins la línia literària de l’època, escrigué un Tractat de cavalleria, una obra impregnada de les idees de Boccaccio i dels juristes Guillem de Vallseca i Jaume Callís, així com influenciada per les Siete Partidas d’Alfons el Savi..